# Trans Nation Airways
Trans Nation Airways es una aerolínea chárter con base en Adís Abeba, Etiopía.

## Flota
La flota de Trans Nation Airways incluye las siguientes aeronaves, con una edad media de 22 años (mayo de 2020):
| Bombardier Dash 8-Q200 | 2 | — |  |  |  |  |
| Total                  | 2 | — |  |  |  |  |